# Élections cantonales de 2011 dans les Vosges

Les élections cantonales ont eu lieu les 20 et 27 mars 2011.

## Contexte départemental

### Assemblée départementale sortante
Avant les élections, le conseil général des Vosges est présidé par Christian Poncelet (UMP). Il comprend 31 conseillers généraux issus des 31 cantons des Vosges. 15 d'entre eux sont renouvelables lors de ces élections.
| Parti                             | Sigle | Élus |
| --------------------------------- | ----- | ---- |
| Majorité (20 sièges)              |       |      |
| Union pour un mouvement populaire | UMP   | 17   |
| Divers droite                     | DVD   | 2    |
| Nouveau Centre                    | NC    | 1    |
| Opposition (11 sièges)            |       |      |
| Parti socialiste                  | PS    | 9    |
| Parti de gauche                   | PG    | 1    |
| Divers gauche                     | DVG   | 1    |
| Président du conseil général      |       |      |
| Christian Poncelet (UMP)          |       |      |

## Résultats à l'échelle du département

### Résultats en nombre de sièges
| Parti | Sièges mis en jeu | Élus | Évolution |
| ----- | ----------------- | ---- | --------- |
| PS    | 6                 | 6    | =         |
| UMP   | 6                 | 5    | -1        |
| DVD   | 0                 | 2    | +2        |
| PG    | 1                 | 1    | =         |
| DVG   | 1                 | 0    | -1        |
| NC    | 1                 | 1    | =         |

### Assemblée départementale à l'issue des élections
| Parti                                | Sigle | Sigle | Élus |
| ------------------------------------ | ----- | ----- | ---- |
| Majorité (21 sièges)                 |       |       |      |
| Union pour un mouvement populaire    |       | UMP   | 16   |
| Divers droite                        |       | DVD   | 4    |
| Union des démocrates et indépendants |       | UDI   | 1    |
| Opposition (10 sièges)               |       |       |      |
| Parti socialiste                     |       | PS    | 9    |
| Parti de gauche                      |       | PG    | 1    |
| Président du conseil général         |       |       |      |
| Christian Poncelet (UMP)             |       |       |      |

## Résultats par canton

### Canton de Brouvelieures
| Candidats      | Candidats         | Étiquette      | Premier tour | Premier tour |
| Candidats      | Candidats         | Étiquette      | Voix         | %            |
| -------------- | ----------------- | -------------- | ------------ | ------------ |
|                | Etienne Pourcher* | PS             | 822          | 67,32        |
|                | William Renard    | FN             | 220          | 18,02        |
|                | Daniel Lallemant  | UMP            | 144          | 11,79        |
|                | Isabelle Daniel   | PCF            | 35           | 2,87         |
|                |                   |                |              |              |
| Inscrits       | Inscrits          | Inscrits       | 2 092        | 100,00       |
| Abstentions    | Abstentions       | Abstentions    | 832          | 39,77        |
| Votants        | Votants           | Votants        | 1 260        | 60,23        |
| Blancs et nuls | Blancs et nuls    | Blancs et nuls | 39           | 3,10         |
| Exprimés       | Exprimés          | Exprimés       | 1 221        | 96,90        |

*sortant

### Canton de Bruyères
| Candidats      | Candidats           | Étiquette      | Premier tour | Premier tour | Second tour | Second tour |
| Candidats      | Candidats           | Étiquette      | Voix         | %            | Voix        | %           |
| -------------- | ------------------- | -------------- | ------------ | ------------ | ----------- | ----------- |
|                | Michel Langloix*    | UMP            | 2 118        | 36,91        | 2 683       | 48,87       |
|                | Christian Tarantola | PS             | 1 537        | 26,79        | 2 807       | 51,13       |
|                | Teddy Marie         | FN             | 1 238        | 21,58        |             |             |
|                | Gilles Bilot        | EELV           | 479          | 8,35         |             |             |
|                | Claude Galimard     | PCF            | 366          | 6,38         |             |             |
|                |                     |                |              |              |             |             |
| Inscrits       | Inscrits            | Inscrits       | 11 585       | 100,00       | 11 585      | 100,00      |
| Abstentions    | Abstentions         | Abstentions    | 5 622        | 48,53        | 5 624       | 48,55       |
| Votants        | Votants             | Votants        | 5 963        | 51,47        | 5 961       | 51,45       |
| Blancs et nuls | Blancs et nuls      | Blancs et nuls | 225          | 3,77         | 471         | 7,90        |
| Exprimés       | Exprimés            | Exprimés       | 5 738        | 96,23        | 5 490       | 92,10       |

*sortant

### Canton de Châtel-sur-Moselle
| Candidats      | Candidats            | Étiquette      | Premier tour | Premier tour | Second tour | Second tour |
| Candidats      | Candidats            | Étiquette      | Voix         | %            | Voix        | %           |
| -------------- | -------------------- | -------------- | ------------ | ------------ | ----------- | ----------- |
|                | Colette Marchal*     | NC             | 2 210        | 36,34        | 3 751       | 62,21       |
|                | Alain Sempiana       | FN             | 1 573        | 25,87        | 2 279       | 37,79       |
|                | Michel Legras        | PS             | 1 170        | 19,24        |             |             |
|                | Marie-France Glaudel | EELV           | 652          | 10,72        |             |             |
|                | Jacques Thieret      | DVD            | 260          | 4,28         |             |             |
|                | Michèle Grüner       | PCF            | 216          | 3,55         |             |             |
|                |                      |                |              |              |             |             |
| Inscrits       | Inscrits             | Inscrits       | 15 166       | 100,00       | 15 146      | 100,00      |
| Abstentions    | Abstentions          | Abstentions    | 8 702        | 57,38        | 8 378       | 55,31       |
| Votants        | Votants              | Votants        | 6 464        | 42,62        | 6 768       | 44,69       |
| Blancs et nuls | Blancs et nuls       | Blancs et nuls | 383          | 5,93         | 738         | 10,90       |
| Exprimés       | Exprimés             | Exprimés       | 6 081        | 94,07        | 6 030       | 89,10       |

*sortant

### Canton de Châtenois
| Candidats      | Candidats              | Étiquette      | Premier tour | Premier tour | Second tour | Second tour |
| Candidats      | Candidats              | Étiquette      | Voix         | %            | Voix        | %           |
| -------------- | ---------------------- | -------------- | ------------ | ------------ | ----------- | ----------- |
|                | Jean-Pierre Florentin* | UMP            | 1 389        | 47,78        | 1 623       | 60,95       |
|                | Christian Prévot       | PS             | 707          | 24,32        | 1 040       | 39,05       |
|                | Vincent Arnould        | FN             | 434          | 14,93        |             |             |
|                | Wladimir Melnick       | NC             | 230          | 7,91         |             |             |
|                | Jean-Claude Augay      | PCF            | 147          | 5,06         |             |             |
|                |                        |                |              |              |             |             |
| Inscrits       | Inscrits               | Inscrits       | 5 186        | 100,00       | 5 186       | 100,00      |
| Abstentions    | Abstentions            | Abstentions    | 2 194        | 42,31        | 2 336       | 45,04       |
| Votants        | Votants                | Votants        | 2 992        | 57,69        | 2 850       | 54,96       |
| Blancs et nuls | Blancs et nuls         | Blancs et nuls | 85           | 2,84         | 187         | 6,56        |
| Exprimés       | Exprimés               | Exprimés       | 2 907        | 97,16        | 2 663       | 93,44       |

*sortant

### Canton de Dompaire
| Candidats      | Candidats       | Étiquette      | Premier tour | Premier tour | Second tour | Second tour |
| Candidats      | Candidats       | Étiquette      | Voix         | %            | Voix        | %           |
| -------------- | --------------- | -------------- | ------------ | ------------ | ----------- | ----------- |
|                | Gérard Morel    | DVD            | 952          | 35,63        | 1 431       | 45,11       |
|                | Gérard Marulier | DVD            | 752          | 28,14        | 1 176       | 54,89       |
|                | Jack Brie       | PS             | 496          | 18,56        |             |             |
|                | Michel Mathieu  | NC             | 472          | 17,66        |             |             |
|                |                 |                |              |              |             |             |
| Inscrits       | Inscrits        | Inscrits       | 4 624        | 100,00       | 4 624       | 100,00      |
| Abstentions    | Abstentions     | Abstentions    | 1 777        | 38,43        | 1 758       | 38,02       |
| Votants        | Votants         | Votants        | 2 847        | 61,57        | 2 866       | 61,98       |
| Blancs et nuls | Blancs et nuls  | Blancs et nuls | 175          | 6,15         | 259         | 9,04        |
| Exprimés       | Exprimés        | Exprimés       | 2 672        | 93,85        | 2 607       | 90,96       |

### Canton d'Épinal-Est
| Candidats      | Candidats                 | Étiquette      | Premier tour | Premier tour | Second tour | Second tour |
| Candidats      | Candidats                 | Étiquette      | Voix         | %            | Voix        | %           |
| -------------- | ------------------------- | -------------- | ------------ | ------------ | ----------- | ----------- |
|                | François-Xavier Huguenot* | PS             | 2 336        | 31,23        | 4 334       | 60,09       |
|                | Benoit Jourdain           | UMP            | 1 669        | 22,31        | 2 878       | 39,91       |
|                | Jean-François Jalkh       | FN             | 1 315        | 17,58        |             |             |
|                | Henri Vouaux              | DVD            | 755          | 10,09        |             |             |
|                | Julien Perrin             | EELV           | 726          | 9,71         |             |             |
|                | Vincent Gehin             | PCF            | 449          | 6,00         |             |             |
|                | Zakaria Bendriss          | SE             | 126          | 1,68         |             |             |
|                | Alain Scopel              | POI            | 104          | 1,39         |             |             |
|                |                           |                |              |              |             |             |
| Inscrits       | Inscrits                  | Inscrits       | 18 653       | 100,00       | 18 653      | 100,00      |
| Abstentions    | Abstentions               | Abstentions    | 10 945       | 58,68        | 10 793      | 57,86       |
| Votants        | Votants                   | Votants        | 7 708        | 41,32        | 7 860       | 42,14       |
| Blancs et nuls | Blancs et nuls            | Blancs et nuls | 228          | 2,96         | 648         | 8,24        |
| Exprimés       | Exprimés                  | Exprimés       | 7 480        | 97,04        | 7 212       | 91,76       |

*sortant

### Canton de Fraize
| Candidats      | Candidats          | Étiquette      | Premier tour | Premier tour | Second tour | Second tour |
| Candidats      | Candidats          | Étiquette      | Voix         | %            | Voix        | %           |
| -------------- | ------------------ | -------------- | ------------ | ------------ | ----------- | ----------- |
|                | Jean Claude*       | PS             | 1 608        | 36,29        | 2 766       | 62,16       |
|                | Georg Kuhn         | FN             | 1 264        | 28,53        | 1 684       | 37,84       |
|                | Jacques Hestin     | UMP            | 1 068        | 24,10        |             |             |
|                | Jean-Claude Goeury | PCF            | 491          | 11,08        |             |             |
|                |                    |                |              |              |             |             |
| Inscrits       | Inscrits           | Inscrits       | 9 587        | 100,00       | 9 587       | 100,00      |
| Abstentions    | Abstentions        | Abstentions    | 5 011        | 52,27        | 4 788       | 49,94       |
| Votants        | Votants            | Votants        | 4 576        | 47,73        | 4 799       | 50,06       |
| Blancs et nuls | Blancs et nuls     | Blancs et nuls | 145          | 3,17         | 349         | 7,27        |
| Exprimés       | Exprimés           | Exprimés       | 4 431        | 96,83        | 4 450       | 92,73       |

*sortant

### Canton de Gérardmer
| Candidats      | Candidats                 | Étiquette      | Premier tour | Premier tour |
| Candidats      | Candidats                 | Étiquette      | Voix         | %            |
| -------------- | ------------------------- | -------------- | ------------ | ------------ |
|                | Gilbert Poirot*           | PG             | 2 586        | 62,89        |
|                | André Jacquelin           | UMP            | 941          | 22,88        |
|                | Jean-Christophe Tisserant | FN             | 585          | 14,23        |
|                |                           |                |              |              |
| Inscrits       | Inscrits                  | Inscrits       | 8 283        | 100,00       |
| Abstentions    | Abstentions               | Abstentions    | 4 021        | 48,55        |
| Votants        | Votants                   | Votants        | 4 262        | 51,45        |
| Blancs et nuls | Blancs et nuls            | Blancs et nuls | 150          | 3,52         |
| Exprimés       | Exprimés                  | Exprimés       | 4 112        | 96,48        |

*sortant

### Canton de Mirecourt
| Candidats      | Candidats           | Étiquette      | Premier tour | Premier tour | Second tour | Second tour |
| Candidats      | Candidats           | Étiquette      | Voix         | %            | Voix        | %           |
| -------------- | ------------------- | -------------- | ------------ | ------------ | ----------- | ----------- |
|                | Patrice Jamis*      | PS             | 1 932        | 40,32        | 2 874       | 61,94       |
|                | Nathalie Babouhot   | UMP            | 1 006        | 20,99        | 1 766       | 38,06       |
|                | Romain Tichard-Noël | FN             | 673          | 14,04        |             |             |
|                | Dominique Maillard  | DVD            | 648          | 13,52        |             |             |
|                | Bernard Schmitt     | PG             | 299          | 6,24         |             |             |
|                | Yves Lallemand      | DVG            | 234          | 4,88         |             |             |
|                |                     |                |              |              |             |             |
| Inscrits       | Inscrits            | Inscrits       | 8 676        | 100,00       | 8 676       | 100,00      |
| Abstentions    | Abstentions         | Abstentions    | 3 744        | 43,15        | 3 682       | 42,44       |
| Votants        | Votants             | Votants        | 4 932        | 56,85        | 4 994       | 57,56       |
| Blancs et nuls | Blancs et nuls      | Blancs et nuls | 140          | 2,84         | 354         | 7,09        |
| Exprimés       | Exprimés            | Exprimés       | 4 792        | 97,16        | 4 640       | 92,91       |

*sortant

### Canton de Monthureux-sur-Saône
| Candidats      | Candidats          | Étiquette      | Premier tour | Premier tour |
| Candidats      | Candidats          | Étiquette      | Voix         | %            |
| -------------- | ------------------ | -------------- | ------------ | ------------ |
|                | Alain Roussel*     | UMP            | 878          | 65,97        |
|                | Raynald Magnien    | MoDem          | 312          | 23,44        |
|                | Georges Faivre     | FN             | 114          | 8,56         |
|                | Jean-Claude Lacour | PCF            | 27           | 2,03         |
|                |                    |                |              |              |
| Inscrits       | Inscrits           | Inscrits       | 2 034        | 100,00       |
| Abstentions    | Abstentions        | Abstentions    | 668          | 32,84        |
| Votants        | Votants            | Votants        | 1 366        | 67,16        |
| Blancs et nuls | Blancs et nuls     | Blancs et nuls | 35           | 2,56         |
| Exprimés       | Exprimés           | Exprimés       | 1 331        | 97,44        |

*sortant

### Canton de Neufchâteau
| Candidats      | Candidats        | Étiquette      | Premier tour | Premier tour | Second tour | Second tour |
| Candidats      | Candidats        | Étiquette      | Voix         | %            | Voix        | %           |
| -------------- | ---------------- | -------------- | ------------ | ------------ | ----------- | ----------- |
|                | Simon Leclerc    | UMP            | 2 444        | 45,78        | 3 142       | 57,94       |
|                | Jacques Drapier* | PS             | 1 799        | 33,70        | 2 281       | 42,06       |
|                | Edwige Muller    | FN             | 745          | 13,95        |             |             |
|                | Audrey Voyen     | PCF            | 351          | 6,57         |             |             |
|                |                  |                |              |              |             |             |
| Inscrits       | Inscrits         | Inscrits       | 9 967        | 100,00       | 9 967       | 100,00      |
| Abstentions    | Abstentions      | Abstentions    | 4 474        | 44,89        | 4 278       | 42,92       |
| Votants        | Votants          | Votants        | 5 493        | 55,11        | 5 689       | 57,08       |
| Blancs et nuls | Blancs et nuls   | Blancs et nuls | 154          | 2,80         | 266         | 4,68        |
| Exprimés       | Exprimés         | Exprimés       | 5 339        | 97,20        | 5 423       | 95,32       |

*sortant

### Canton de Saint-Dié-des-Vosges-Est
| Candidats      | Candidats          | Étiquette      | Premier tour | Premier tour | Second tour | Second tour |
| Candidats      | Candidats          | Étiquette      | Voix         | %            | Voix        | %           |
| -------------- | ------------------ | -------------- | ------------ | ------------ | ----------- | ----------- |
|                | Roland Bedel*      | UMP            | 2 517        | 38,08        | 3 791       | 59,79       |
|                | Pierre Leroy       | PS             | 1 455        | 22,02        | 2 549       | 40,21       |
|                | Chantal Odile      | FN             | 1447         | 21,89        |             |             |
|                | Fabien Neizgoda    | EÉLV           | 776          | 11,74        |             |             |
|                | Ghislain Morlot    | SE             | 214          | 3,24         |             |             |
|                | Pascal Andreoletti | PCF            | 200          | 3,03         |             |             |
|                |                    |                |              |              |             |             |
| Inscrits       | Inscrits           | Inscrits       | 14 103       | 100,00       | 14 104      | 100,00      |
| Abstentions    | Abstentions        | Abstentions    | 7 328        | 51,96        | 7 099       | 50,33       |
| Votants        | Votants            | Votants        | 6 775        | 48,04        | 7 005       | 49,67       |
| Blancs et nuls | Blancs et nuls     | Blancs et nuls | 166          | 2,45         | 665         | 9,49        |
| Exprimés       | Exprimés           | Exprimés       | 6 609        | 97,55        | 6 340       | 90,51       |

*sortant

### Canton de Saulxures-sur-Moselotte
| Candidats      | Candidats                | Étiquette      | Premier tour | Premier tour |
| Candidats      | Candidats                | Étiquette      | Voix         | %            |
| -------------- | ------------------------ | -------------- | ------------ | ------------ |
|                | Guy Vaxelaire*           | PS             | 4 094        | 52,39        |
|                | Jean-Claude Dousteyssier | DVD            | 2 042        | 26,13        |
|                | Daniel Rivaud            | FN             | 1 321        | 16,90        |
|                | André Sidre              | PCF            | 358          | 4,58         |
|                |                          |                |              |              |
| Inscrits       | Inscrits                 | Inscrits       | 15 677       | 100,00       |
| Abstentions    | Abstentions              | Abstentions    | 7 598        | 48,47        |
| Votants        | Votants                  | Votants        | 8 079        | 51,53        |
| Blancs et nuls | Blancs et nuls           | Blancs et nuls | 264          | 3,27         |
| Exprimés       | Exprimés                 | Exprimés       | 7 815        | 96,73        |

*sortant

### Canton du Thillot
| Candidats      | Candidats         | Étiquette      | Premier tour | Premier tour | Second tour | Second tour |
| Candidats      | Candidats         | Étiquette      | Voix         | %            | Voix        | %           |
| -------------- | ----------------- | -------------- | ------------ | ------------ | ----------- | ----------- |
|                | Dominique Peduzzi | DVD            | 2 555        | 41,88        | 3 303       | 57,46       |
|                | François Cunat*   | DVG            | 1 801        | 29,52        | 2 445       | 42,54       |
|                | Bernard Bazin     | FN             | 1 443        | 23,65        |             |             |
|                | Dominique Cholez  | EXG            | 302          | 4,95         |             |             |
|                |                   |                |              |              |             |             |
| Inscrits       | Inscrits          | Inscrits       | 12 143       | 100,00       | 12 143      | 100,00      |
| Abstentions    | Abstentions       | Abstentions    | 5 798        | 47,75        | 5 876       | 48,39       |
| Votants        | Votants           | Votants        | 6 345        | 52,25        | 6 267       | 51,61       |
| Blancs et nuls | Blancs et nuls    | Blancs et nuls | 244          | 3,85         | 519         | 8,28        |
| Exprimés       | Exprimés          | Exprimés       | 6 101        | 96,15        | 5 748       | 91,72       |

*sortant

### Canton de Xertigny
| Candidats      | Candidats           | Étiquette      | Premier tour | Premier tour |
| Candidats      | Candidats           | Étiquette      | Voix         | %            |
| -------------- | ------------------- | -------------- | ------------ | ------------ |
|                | Jackie Pierre*      | UMP            | 2 161        | 54,27        |
|                | Chantal Ferry       | FN             | 846          | 21,25        |
|                | Sébastien Vuillemin | PS             | 743          | 18,66        |
|                | Yannick Clément     | EXG            | 232          | 5,83         |
|                |                     |                |              |              |
| Inscrits       | Inscrits            | Inscrits       | 8 085        | 100,00       |
| Abstentions    | Abstentions         | Abstentions    | 3 954        | 48,91        |
| Votants        | Votants             | Votants        | 4 131        | 51,09        |
| Blancs et nuls | Blancs et nuls      | Blancs et nuls | 149          | 3,61         |
| Exprimés       | Exprimés            | Exprimés       | 3 982        | 96,39        |

*sortant